# Mas Vendrell (Olivella)
El Mas Vendrell és un edifici d'Olivella (Garraf) inclosa a l'Inventari del Patrimoni Arquitectònic de Catalunya.

## Descripció
Es tracta d'un mas format de diferents cossos per a funcions diferents. Es troben cobertes a un i dos vessants. Actualment està molt fet malbé el conjunt. Originàriament l'habitatge tenia planta baixa i un pis i les construccions annexes solament planta baixa. Prop d'aquest mas es troba la font que porta el nom de "Font de Mas Vendrell".